# Пелэм-Клинтон, Эдуард, 10-й герцог Ньюкасл-андер-Лайн
Эдуард Чарльз Пелэм-Клинтон (англ. Edward Charles Pelham-Clinton; 18 августа 1920 — 25 декабря 1988) — британский аристократ, 10-й герцог Ньюкасл-андер-Лайн и 17-й граф Линкольн в 1988 году. Участвовал во Второй мировой войне и дослужился до звания капитана, занимался лепидоптерологией. В возрасте 68 лет унаследовал семейные титулы после смерти кузена, Генри Пелэм-Клинтон-Хоупа, но прожил после этого меньше двух месяцев. Не был женат и стал поэтому последним герцогом Ньюкасл-андер-Лайн.

## Биография
Эдуард Пелэм-Клинтон был сыном Ги Пелэм-Клинтона и Гермионы Талмаш, правнуком младшего сына Генри Пелэм-Клинтона, 4-го герцога Ньюкасл-андер-Лайн. Он получил образование в Итонском колледже и в Тринити-колледже Кембриджского университета, участвовал во Второй мировой войне, причём командование несколько раз упоминало его в депешах. Пелэм-Клинтон получил звание капитана королевской артиллерии. После демобилизации он стал лепидоптерологом. В 1960—1980 годах занимал должность помощника хранителя в Королевском Шотландском музее в Эдинбурге. 4 ноября 1988 года, после смерти своего кузена Генри Пелэм-Клинтон-Хоупа, Эдуард стал 17-м графом Линкольн и 10-м герцогом Ньюкасл-андер-лайн, но умер спустя всего 50 дней. Герцог не был женат и не оставил потомства, так что после его смерти оба титула вернулись короне.